# ズルナ
ズルナ（トルコ語: zurna）は西アジア諸国における民俗楽器の1つで、ダブルリード型の木管楽器である。
トルコの代表的な楽器である。

## 歴史
古代ペルシア時代に作られた、ソルナというダブルリード楽器が起源であるが、現在に至るまで基本構造はあまり変化していない。現在この楽器の使用地域は拡がっており、各地域でさまざまな呼称がついている。トルコ以外では、例として、現代のペルシア語ではスルナ、アラビア語ではスルナイと称されているほか、地域によっては、ミズマール（mizmār, エジプト）やズルラ（zurla）など、他にもいろいろな呼称がある。中東のみならず、かつてオスマン帝国領だったブルガリアやマケドニアなどのバルカン半島諸国でもこの楽器が演奏されている。
辛い音色をした非常に音量の大きい音を出す楽器であり、そのため室内楽にはあまり適さず、主に野外で演奏される。トルコをはじめ西アジア諸国においては、祭礼や舞踊などの音楽に不可欠な楽器である。
またズルナは、現在のオーケストラや吹奏楽における、オーボエやバスーン（ファゴット）の原型でもある。

## 楽器の構造
ズルナは地方によって材質や概観、大きさなどが若干異なるが、大まかに言えば楽器の構造は次のようになる。
ズルナの本体部分は木製であり、ものによって全長はさまざまであるが、おおむね30 cm - 60 cmの縦笛であり、演奏者の要求する音域に応じてさまざまな長さの楽器が製作されている。指孔は表に7つ、裏に1つの計8つであり、中には下方部に通気孔があるものもある。また下方部はクラリネットと同様に円錐形状に拡がっている。
吹口の基本的な構造はオーボエなどのダブルリードとほぼ同じであり、幅7 mmほどの2枚の葦の茎（リード）を薄く削って重ね合わせたものが吹口である。ただ、2枚を固定するのにオーボエでは糸を巻いてコルクで固定するが、ズルナでは糸を巻いた上真鍮の細いパイプにはめて固定する。この真鍮パイプをつけたリードを楽器本体の上部にはめて演奏する。
演奏方法もオーボエとは若干異なる。ズルナでは、リードを固定している真鍮パイプを唇に咥え、リード全体を口腔内に含んで演奏する。そのため、唇で安定して咥えて演奏できるようにするために、真鍮パイプの外側にぴったりとはまる円盤状のストッパー（これをピルエットという）がついていることも多い。一方のオーボエにおいては、唇でリードをはさむようにして咥え、その咥え加減を微調整して音色に変化を出そうとする演奏法をとる。

## 演奏形態

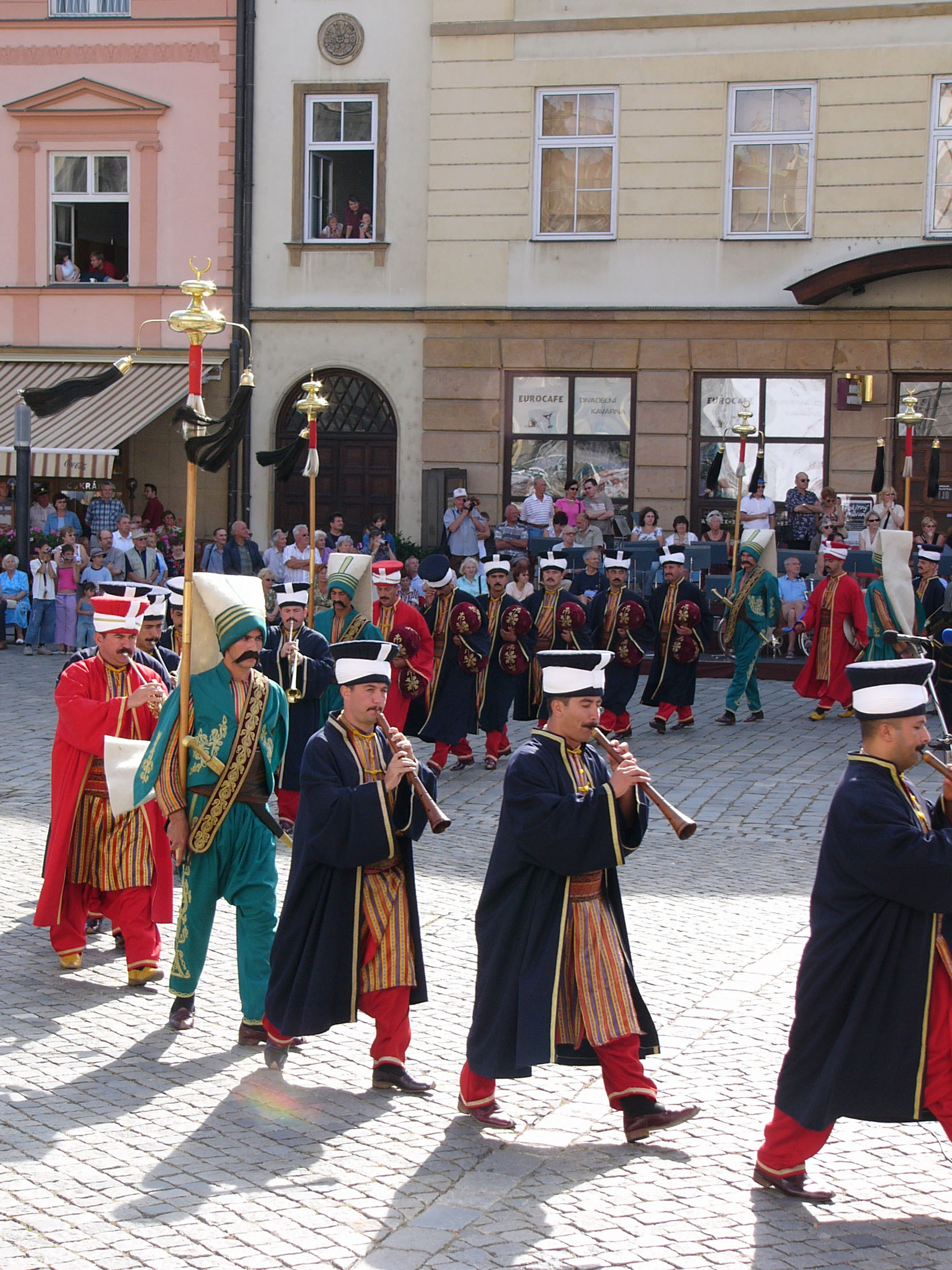
メフテルハーネにおけるズルナ奏者（手前の紺色の衣装を着ている隊員）

西アジア諸国、とくにトルコでは、ダウル（トルコ語:davul）と呼ばれる大太鼓のリズム伴奏とセットで演奏されることが非常に多い。とくに民間における祭礼時の舞踊の伴奏では、ズルナとダウルのみによる演奏がごく一般的である。
また、オスマン帝国時代の軍楽隊であるメフテルハーネにおいても、ズルナとダウルは不可欠な楽器である。

## 派生楽器
古代ペルシャ地方で生まれたソルナ（スルナ）は後世に東西に伝播していき、各地で改造され呼称も変化する。東方ではまず、インドでシャーナーイやナーガスワラムが作られており、さらに東南アジアではタイのピー・チャモンなどがある。さらに中国にはソーナー（嗩吶、簡体字は唢呐、ピンイン:suǒnà）、朝鮮半島にではテピョンソ（태평소、太平簫）があり、これらは円錐状の開口部（朝顔）が金属製（真鍮など）になっている。
一方西方へは、まずトルコからバルカン半島へ伝播した。ブルガリアやギリシアではトルコ名がほぼそのまま使われズルナ（zurna、ときにzournasとも）と呼ばれ、原型をあまり変えずに現在も演奏され続けている。一方、西欧諸国へも楽器は伝播したが、こちらでは「ソルナ」系統の名前は用いられず、「葦」の意のラテン語 calamus を語源としてチャラメラ（charamela）などと呼ばれ（チャルメラの語源）、フランスではシャルメル（chalemelle）と呼ばれ、この語から英語ではショーム（shawm）、ドイツ語ではシャルマイ（Schalmei）と呼ばれるようになる。これら西欧のショーム（チャラメラ）はズルナに比べ、音色に辛みはずっと少なくむしろ軽く明るい音色がする。しかしやはりズルナと同様に大きな音がしたので室内には向かず、主に屋外で使用され、軍楽などに必須の楽器となった。さらに、これをもとに室内楽に適するようにと、管の内径を細くするなどして音量を抑え、繊細な音色が出せる楽器として発明されたのがオーボエである。